# Stan Mudenge
Isack Stanislaus „Stan“ Gorerazvo Mudenge (* 17. Dezember 1941 im Reservat Zimutu, Südrhodesien; † 4. Oktober 2012 in Masvingo, Simbabwe) war ein simbabwischer Politiker der Zimbabwe African National Union-Patriotic Front (ZANU-PF), der unter anderem zwischen 1995 und 1995 Außenminister war.

## Leben
Mudenge absolvierte ein Studium der Geschichtswissenschaft an der University of Zimbabwe, University of York sowie der Universität London und war danach als Historiker tätig, der sich hauptsächlich auf die Geschichte Afrikas spezialisierte.
Am 15. April 1985 wurde er Ständiger Vertreter bei den Vereinten Nationen in New York City und bekleidete dieses diplomatische Amt bis zu seiner Ablösung durch Simbarashe Mumbengegwi am 14. April 1990. Nach seiner Rückkehr war er vom 15. April 1990 bis zum 14. April 1992 Sekretär für politische Angelegenheiten im Vorstand der Zimbabwe African National Union-Patriotic Front (ZANU-PF).
Mudenge wurde am 15. April 1992 von Präsident Robert Mugabe als Minister für Höhere Bildung (Minister of Higher Education) erstmals in die Regierung berufen und bekleidete dieses Ministeramt bis zum 14. April 1995. Anschließend wurde er im Rahmen einer Kabinettsumbildung Nachfolger von Nathan Shamuyarira als Außenminister (Minister of Foreign Affairs) und übte dieses Amt zehn Jahre lang bis zu seiner Ablösung durch Simbarashe Mumbengegwi am 14. April 2005 aus.
Daraufhin wurde er im Rahmen einer erneuten Regierungsumbildung Nachfolger von Herbert Murerwa als Minister für Höhere Bildung und Tertiärbildung (Minister of Higher and Tertiary Education) in der Regierung Mugabe. Diese Ministeramt bekleidete er auch in der Regierung von Premierminister Morgan Tsvangirai bis zu seiner Ablösung durch Olivia Muchena am 4. Oktober 2012.